# Kristian Nairn
Kristian Nairn (Lisburn, Irlanda del Norte, 25 de noviembre de 1975) es un actor y DJ británico. Es conocido principalmente por interpretar a Hodor en la serie de la HBO, Juego de tronos.

## Biografía

### Carrera
Nairn ganó notoriedad como disc-jockey y participando en The Salon en Channel 4. La interpretación de Nairn de Hodor en Juego de tronos fue su primer papel como actor; Nairn ganó lo suficiente para comprarle una casa a su madre.
En 2018, se anunció que Kristian Nairn aparecería en una campaña publicitaria que se lanzó en octubre de 2018 e incluyó el meme de Internet HODL.

### Carrera de DJ
Kristian Nairn es disc jockey de profesión. En particular, fue un residente del club gay de Belfast "El Kremlin" durante más de diez años. En 2014, realizó una gira por Australia, Rave of Thrones, con temas musicales y vestuario de la serie de televisión Juego de tronos que lo hizo famoso. A finales de 2017, realizó la primera parte de los conciertos de Dimitri Vegas & Like Mike en Amberes. Fue el DJ en la fiesta de cumpleaños de la BlizzCon 2016 y en las celebraciones de clausura de la BlizzCon 2018. Nairn es un guitarrista establecido. Tuvo la oportunidad de actuar entre bastidores con Megadeth durante el Festival Hellfest en Clisson, Francia en junio de 2018.

## Vida personal
En marzo de 2014, Nairn se declaró públicamente gay en una entrevista para un blog de fanes de Juego de tronos.
Nairn anunció su compromiso con Trevor Brannen en su página personal de Facebook el 24 de julio de 2019. 

## Filmografía
Televisión
| Año             | Programa/Serie               | Papel                    | Notas                                               |
| --------------- | ---------------------------- | ------------------------ | --------------------------------------------------- |
| 2011–2014; 2016 | Juego de Tronos              | Hodor                    | Elenco recurrente (Temporadas 1–4, 6), 23 episodios |
| 2012–2013       | Ripper Street                | Barnaby Silver           | 2 episodios                                         |
| 2013            | Chronicles of Comic Con      | Él mismo                 | 1 episodio                                          |
| 2014            | The Wil Wheaton Project      | Él mismo / Hodor         | 1 episodio                                          |
| 2018            | The Sidemen Show             | Él mismo                 | 1 episodio                                          |
| 2018            | The Rookie                   | Wallace                  | 1 episodio                                          |
| 2021            | The Boulet Brothers' Dragula | Él mismo / Juez invitado | 1 episodio                                          |
| 2022            | Our Flag Means Death         | Wee John Feeney          | Elenco protagonista, 9 episodios                    |

Cine
| Año  | Película                              | Papel    | Notas      |
| ---- | ------------------------------------- | -------- | ---------- |
| 2014 | Treasure Trapped                      | Él mismo | Documental |
| 2015 | Los cuatro guerreros - La pelea final | Baliphar |            |
| 2016 | Mythica: The Godslayer                | Dios Tek |            |
| 2018 | The Appearance                        | Johnny   |            |
| 2018 | Robin Hood: The Rebellion             | Thomas   |            |
| 2023 | Unwelcome                             | Eoin     |            |